# CVC 캐피털 파트너스
CVC 캐피털 파트너스(CVC Capital Partners)는 미국, 유럽, 아시아 사모펀드, 2차 채권, 신용펀드 및 인프라 전반에 걸쳐 약 1,860억 유로의 자산을 관리하고 약 1,570억 유로의 확보 약정을 보유한 저지섬 소재 프라이빗에쿼티 및 투자 자문 회사이다. 2021년 12월 31일 기준으로 CVC가 관리하거나 자문하는 자금은 전 세계 100개 이상의 회사에 투자되었으며, 수많은 국가에서 45만 명 이상의 직원을 고용하고 있다. CVC는 1981년에 설립되었으며 2022년 3월 31일 현재 EMEA, 아시아 및 미주 지역의 25개 지사 네트워크에서 850명이 넘는 직원을 보유하고 있다.
2022년 6월, CVC는 프라이빗 에쿼티 인터내셔널의 세계 최대 사모펀드 PEI 300 순위에서 4위에 올랐으나, 2023년 순위에서는 15위로 떨어졌다. 그러나 2024년까지 CVC는 순위에서 다시 4위로 올라섰다. 2023년에는 전 세계적으로 260억 유로에 달하는 사모펀드 사상 최대 규모의 자금을 조달했다.